# Turó d'en Planes
El Turó d'en Planes és una muntanya de 568 metres que es troba al municipi de Santa Coloma de Farners, a la comarca de la Selva.